# Amazonasseeschwalbe

Verbreitungsgebiet (grün) der Amazonasseeschwalbe

Die Amazonasseeschwalbe (Sternula superciliaris, Syn.: Sterna superciliaris) ist eine Vogelart aus der Familie der Seeschwalben (Sternidae).
Sie kommt an Flüssen und Seen in Südamerika östlich der Anden vor: in Argentinien, Bolivien, Brasilien, Ecuador, Französisch-Guayana, Guyana, Kolumbien, Panama, Paraguay, Peru, Suriname, Trinidad und Tobago, Uruguay und Venezuela.
Ihr Verbreitungsgebiet umfasst Flüsse, Sümpfe und Süßwasserseen bis 500 m.

## Beschreibung
Die Amazonasseeschwalbe ist etwa 23 cm groß, wiegt zwischen 40 und 57 g. Die Beine sind immer gelb, auch der breite und kräftige Schnabel ist gelb, beim Jungvogel hat der Schnabel eine schwarze Spitze. Die Oberseite ist silbergrau, die Unterseite hellgrau bis weiß. Auf den Handschwingen findet sich wenig Kontrastierung. Scheitel, Nacken und Zügel sind schwarz. Im Schlichtkleid ist die Stirn weiß und der Scheitel hellgrau.
Sie ähnelt der Antillenseeschwalbe, ist aber größer, hat einen kräftigeren Schnabel und längere Beine. Sie ähnelt auch der Peruseeschwalbe.

## Stimme
Der Ruf des Männchens wird als kurzes nasales “kuk” und als etwas längeres raues “rreh” beschrieben.

## Lebensweise
Die Nahrung besteht aus kleinen Fischen, Garnelen und Insekten, die oft aus der Luft ins Wasser tauchend gefangen werden.
Die Brutzeit liegt zwischen November in Surinam, Dezember in Uruguay und  Juli in Peru, abhängig von trocken gefallenen Sandbänken.  Sie ist ein Koloniebrüter und brütet zusammen mit Amerikascherenschnabeln und Großschnabel-Seeschwalben.

## Etymologie und Forschungsgeschichte
Die Erstbeschreibung der Amazonasseeschwalbe erfolgte 1819 durch Louis Pierre Vieillot unter dem Namen Sterna superciliaris. Als Verbreitungsgebiet gab er Paraguay an. Bei seiner Beschreibung bezog er sich auf Hatí del ceja blanca von Félix de Azara. 1822 führte Friedrich Boie die für die Wissenschaft neue Gattung Sternula ein. Der Begriff ist ein  Diminutiv  von lateinisch Sterna ‚Schwalbe‘. Der Artname superciliaris hat seinen Ursprung in lateinisch superciliaris, supercilium ‚mit Augenbrauen, Augenbrauen‘. Alfred Laubmann hatte für sein Werk Die Vögel von Paraguay zwei Bälge, gesammelt von Eugen Josef Robert Schuhmacher (1906–1973) und Schrader am Río Jejuí Guazú, zur Verfügung. Für den Río Jejuí Guazú  betrachtete er die Art als sehr häufigen Brutvogel.

## Gefährdungssituation
Die Amazonasseeschwalbe gilt als nicht gefährdet (least concern).